# 皮埃爾·呂費
皮埃爾·格扎維埃·艾曼紐·呂費（法語：Pierre Xavier Emmanuel Ruffey；1851年3月19日—1928年12月14日），是一位法國陸軍將領，在第一次世界大戰前期西線戰場擔任要職，負責指揮第三軍團。